# Crenicichla britskii
Crenicichla britskii é uma espécie de peixe da família dos ciclídeos e da ordem dos perciformes. Os machos podem alcançar 14,5 cm de comprimento. Encontra-se na América do Sul, na bacia do rio Paraná, no Brasil.